# Scopula loxosema
Scopula loxosema är en fjärilsart som beskrevs av Turner 1908. Scopula loxosema ingår i släktet Scopula och familjen mätare. Inga underarter finns listade.